# Aloe sakarahensis
Aloe sakarahensis é uma espécie de liliopsida do gênero Aloe, pertencente à família Asphodelaceae.